# Cesarò

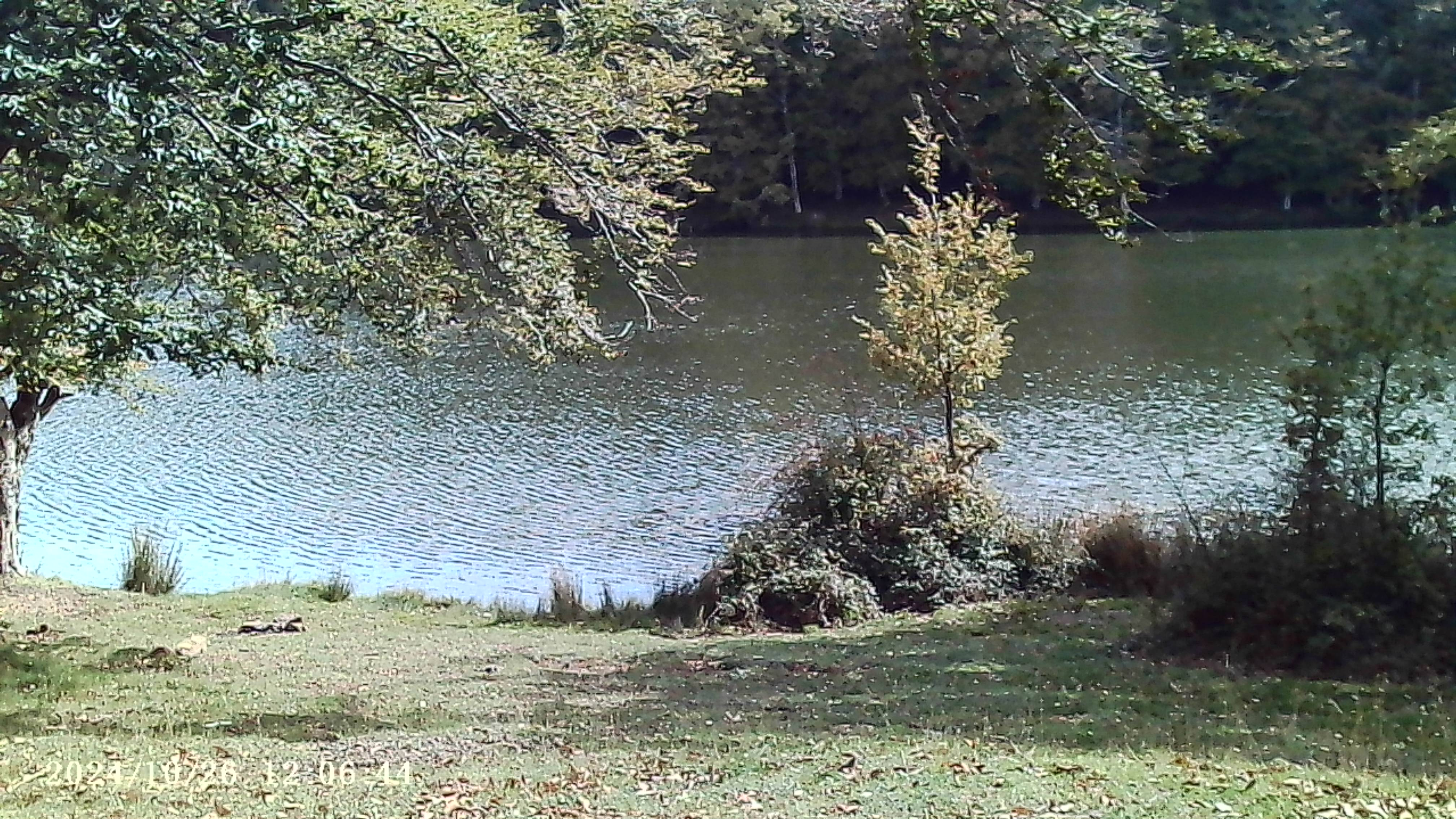

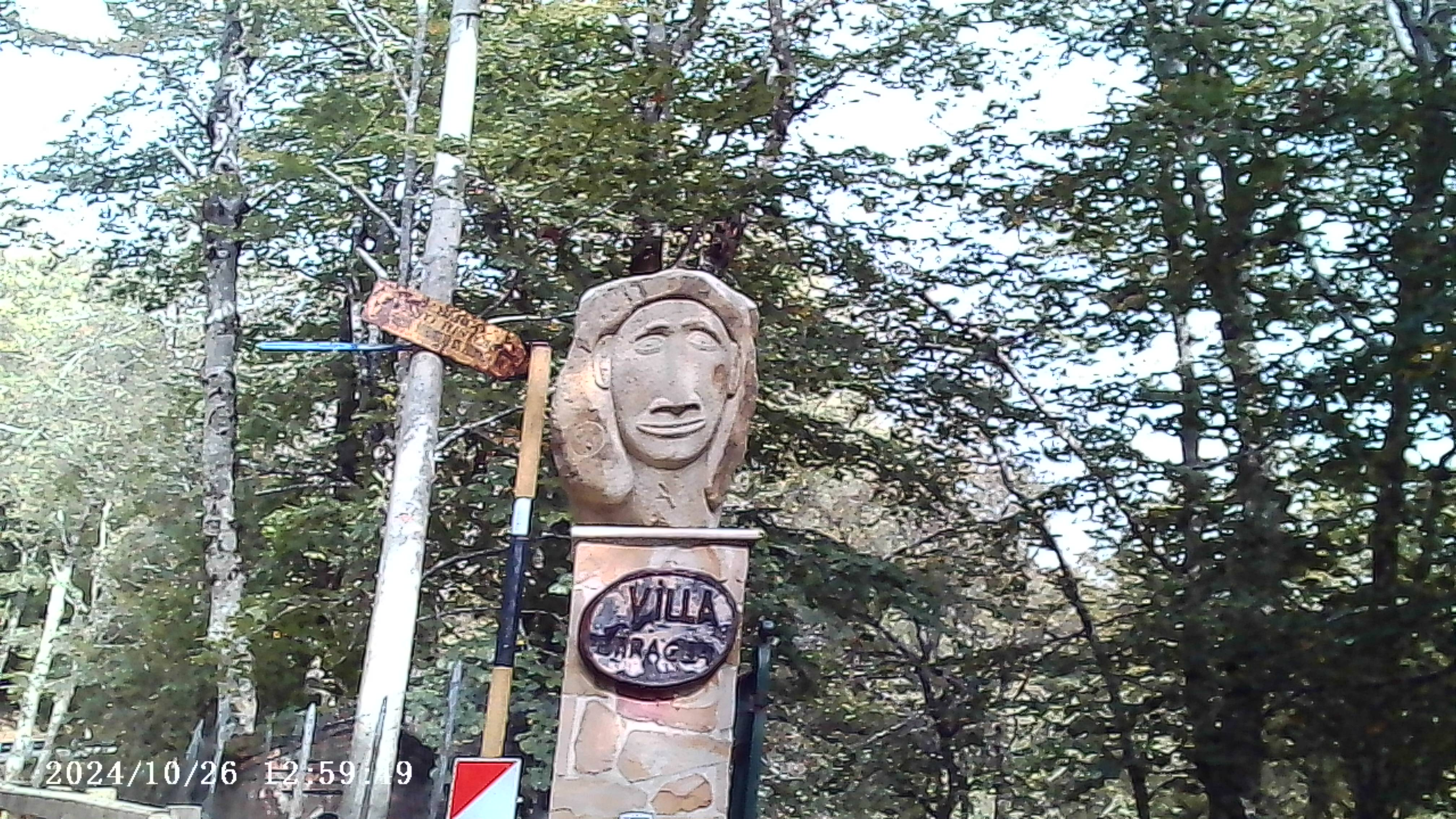

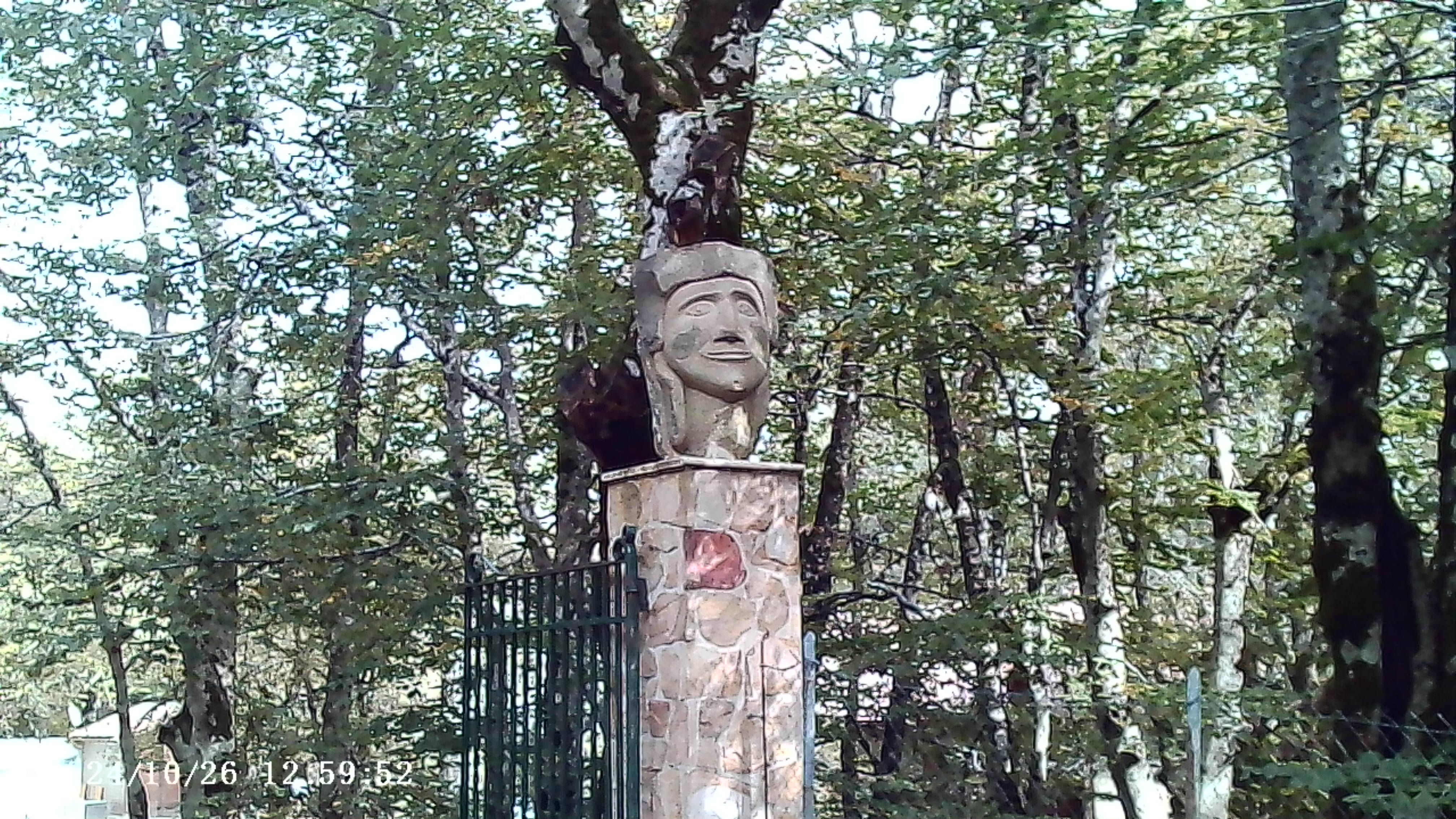

Cesarò (Cissirò in siciliano) è un comune italiano di 2 080 abitanti della città metropolitana di Messina in Sicilia.
È un comune del parco dei Nebrodi.

## Geografia fisica

### Territorio
Il territorio di Cesarò si estende parte sul versante settentrionale e parte sul versante meridionale dei Monti Nebrodi. In esso ricade il tratto più suggestivo della dorsale dei Nebrodi, quello comprendente la vetta più alta della catena, Monte Soro, e i laghi Biviere e Maulazzo. È, per altitudine, il secondo comune più elevato della Sicilia.
La grande distanza che lo separa dai principali capoluoghi (66 km da Catania, 119 km da Messina, 175 km da Palermo), fa di Cesarò uno dei comuni più remoti e isolati della provincia di Messina.

### Clima
Il clima della cittadina è fortemente influenzato dalla posizione geografica nella catena montuosa dei Nebrodi e dalla relativa altitudine. Nel periodo invernale, specialmente tra gennaio e febbraio, il clima è rigido con temperature molto basse e frequenti nevicate (zona climatica E). Nel periodo estivo, grazie alla quota elevata e alla presenza dei boschi, le temperature sono molto piacevoli. 

## Storia

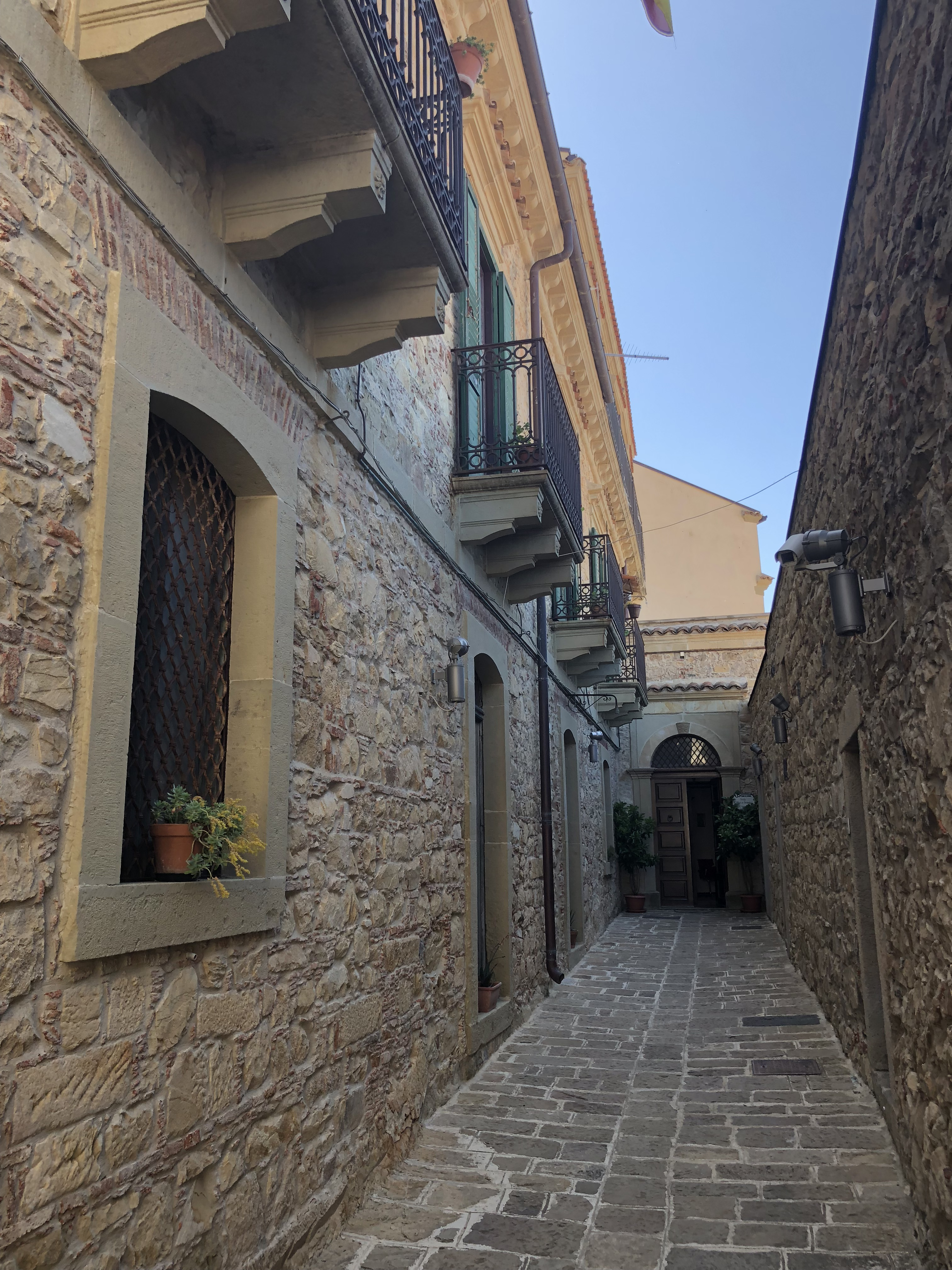
Una stradina di Cesarò

Centro di antica fondazione, le sue origini non godono della presenza odierna di documenti che aiutino a tracciarne l'evoluzione, se non in modo lacunoso. Le scarse notizie storiche, consistenti in nomi di personaggi rilevanti e date, si infoltiscono a partire dal XVII secolo. Anche se il piccolo nucleo urbano indubbiamente esisteva da prima del XIII secolo, essendo stato in origine una probabile fortificazione normanna, risalgono a questo periodo i primi nomi di baroni e duchi che ressero l'omonimo Comune feudale, comprendente i territori circostanti, nomi tutti legati alla dinastia dei Colonna Romano, introdotta in Sicilia durante il regno di Federico II di Svevia. Tra i membri di tale casato, Mons. Giovanni, arcivescovo di Messina (1255), Cristoforo, medico di fiducia del re Federico II d'Aragona e Stratigoto di Messina (1320 - 1328), Tommaso suo figlio (1420) e molti altri, per un totale di 14 successioni signorili feudali, fino al XVIII secolo. L'origine del nome di Cesarò è incerta.
Nel 1768 è nota l'istituzione di un monte frumentario a Cesarò, quale supporto per gli agricoltori poveri del Comune. 

## Monumenti e luoghi d'interesse

### Architetture religiose
- Duomo di Maria Santissima Annunziata
- Chiesa di San Calogero
- Chiesa di Santa Caterina
- Chiesa di Santa Maria delle Grazie
- Chiesa di Sant'Antonio

### Architetture civili
- Castel Colonna Romano
- Castel di Bolo
- Palazzo Zito: un tempo residenza dell'omonima famiglia e dal 2009 aperta, dopo un restauro, in qualità di casa-museo. Contiene ancora affreschi, arredi e pavimenti originali. È l'unico palazzo di notevole dimensioni ubicato in paese.

### Riserve naturali
- Biviere di Cesarò e lago Maulazzo

## Società

### Evoluzione demografica
Abitanti censiti

## Cultura

### Cucina
L'attività contadina dei paesi dell'isola è alla base della tradizione gastronomica. Anche a Cesarò, come in tanti piccoli centri montani, la cucina fa uso di pochi ingredienti facilmente reperibili, cucinati in modo semplice ma spesso arricchiti da aromi e spezie per esaltarne il sapore. 
La pasta preparata in casa ("i maccheroni") nei giorni di festa, è condita con sugo di pomodoro e carne di maiale o di castrato e spolverata con ricotta salata grattugiata. 
La ricotta è uno dei tanti prodotti tipici caseari cesaresi ed insieme a provole, tuma, canestrato e pecorini rappresenta la massima espressione dell'attività tradizionale di trasformazione del latte. 
Le carni bovine, ovine e suine, sono semplicemente arrostite alla brace e aromatizzate con aglio, origano, limone. 
Famose le verdure come gli asparagi selvatici che conservano il sapore dei boschi e dei prati.
Anche il pane ancora oggi preparato in casa col lievito naturale e cotto nel forno a legna da sapienti mani, ha il sapore della tradizione.
Più fantasiosi ed elaborati sono i dolci cui ingredienti sono mandorle, nocciole e pistacchi. Tra i dolci tipici, ricordiamo quelli del periodo pasquale.

## Amministrazione
Di seguito è presentata una tabella relativa alle ultime amministrazioni che si sono succedute in questo Comune.
| Periodo          | Periodo          | Primo cittadino           | Partito              | Carica              | Note  |
| ---------------- | ---------------- | ------------------------- | -------------------- | ------------------- | ----- |
| 8 luglio 1987    | 21 aprile 1991   | Calogero Palmir Calaciura | Democrazia Cristiana | Sindaco             | [ 6 ] |
| 21 aprile 1991   | 11 dicembre 1992 | Giuseppe Leanza           | Democrazia Cristiana | Sindaco             | [ 6 ] |
| 8 giugno 1993    | 1º dicembre 1997 | Antonino Brancatelli      | -                    | Sindaco             | [ 6 ] |
| 1º dicembre 1997 | 28 maggio 2002   | Giuseppe Spitaleri        | lista civica         | Sindaco             | [ 6 ] |
| 28 maggio 2002   | 15 maggio 2007   | Giuseppe Spitaleri        | lista civica         | Sindaco             | [ 6 ] |
| 15 maggio 2007   | 7 maggio 2012    | Antonio Caputo            | lista civica         | Sindaco             | [ 6 ] |
| 8 maggio 2012    | 4 giugno 2014    | Salvatore Calì            |                      | Sindaco             | [ 6 ] |
| 4 giugno 2014    | 10 giugno 2017   | Antonino Oddo             |                      | Comm. straordinario | [ 6 ] |
| 11 giugno 2017   | 12 giugno 2022   | Salvatore Calì            | lista civica         | Sindaco             | [ 6 ] |
| 13 giugno 2022   | in carica        | Katia Antonina Ceraldi    | lista civica         | Sindaco             | [ 6 ] |

### Informazioni amministrative
Il comune di Cesarò fa parte delle seguenti organizzazioni sovracomunali: regione agraria n.1 (Montagne interne Nebrodi nord-occidentali).

## Infrastrutture e trasporti
Il comune è interessato dalle seguenti direttrici stradali:
- dell'Etna e delle Madonie
- Strada statale 289 di Cesarò